# Astrônomo

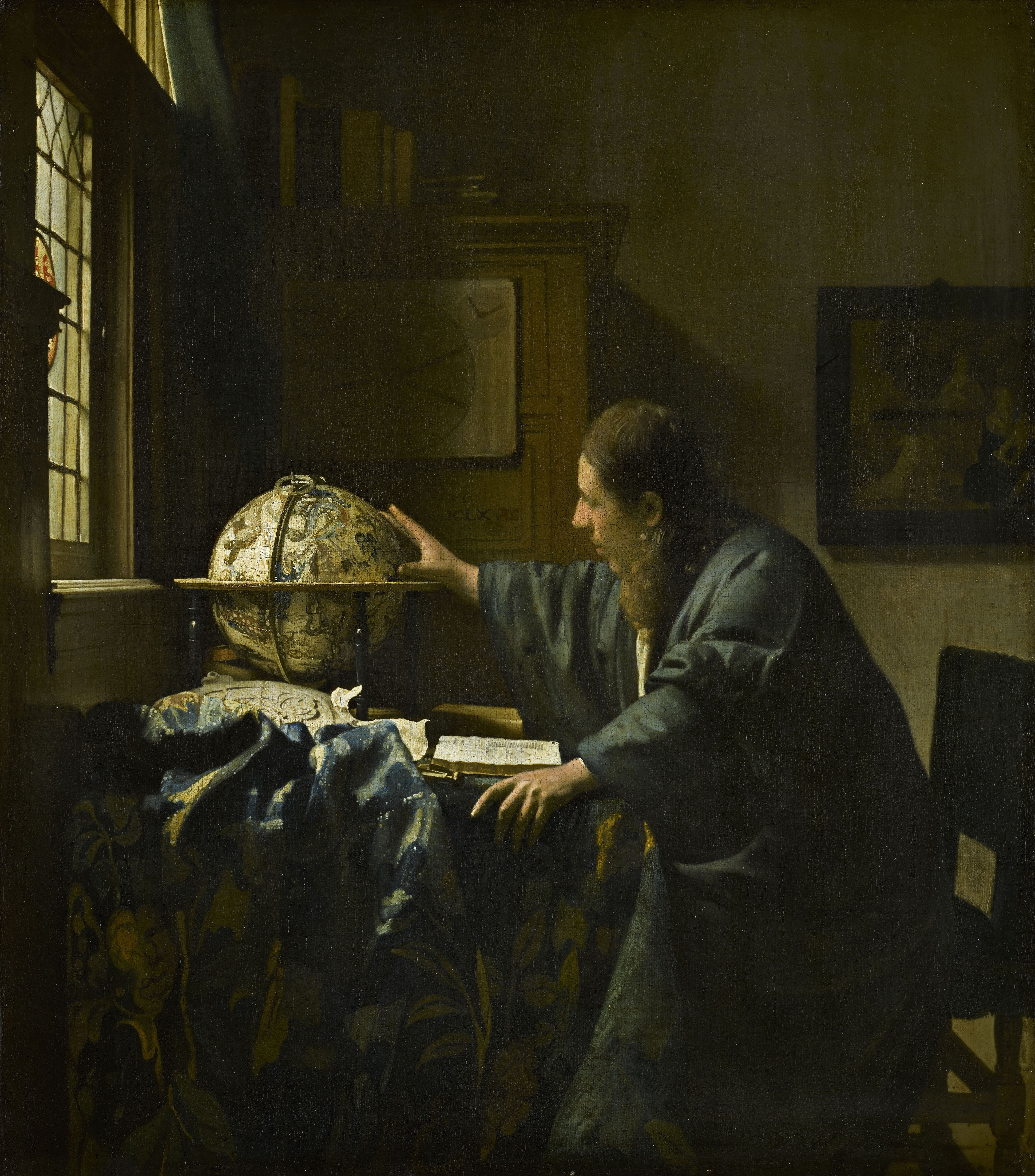
O Astrônomo por Johannes Vermeer (c. 1668)

Um astrônomo (português brasileiro) ou astrónomo (português europeu) é um cientista que estuda corpos celestes como planetas, estrelas e galáxias.
Historicamente, a astronomia se preocupava mais com a descrição de fenômenos no céu, enquanto a astrofísica tentava explicar esses fenômenos e a diferença entre eles com o uso de leis da física. Atualmente, essa distinção praticamente desapareceu. Astrônomos profissionais são indivíduos altamente qualificados graduados em astronomia e comumente possuem doutorado, são contratados por instituições de pesquisa ou universidades. Eles gastam a maior parte de seu tempo trabalhando em pesquisas, apesar de frequentemente terem outras funções como ensino, construção de instrumentos, e ajudando na operação de um observatório. O número de /astrônomos profissionais nos Estados Unidos é bem pequeno. A American Astronomical Society, que é a principal organização de astrônomos profissionais na América do Norte, tem aproximadamente 7 700 membros. Esse número inclui cientistas de outros campos como física, geologia e engenharia, cujos interesses de pesquisas são relacionados à astronomia. A União Astronômica Internacional compreende quase 10 145 membros de 70 países diferentes que estão envolvidos em pesquisas astronômicas no nível de doutorado ou além.
Enquanto o número de astrônomos profissionais pelo mundo não é muito maior que a população de uma pequena cidade, há uma grande comunidade de astrônomos amadores. A Astronomical Society of the Pacific é a maior sociedade de astronomia em geral no mundo, contendo astrônomos profissionais e amadores assim como educadores de 70 países diferentes. Como qualquer hobby, muitas pessoas que se consideram astrônomos amadores podem dedicar algumas horas por mês à observação de estrelas e à leitura das mais recentes pesquisas. Astrônomos amadores podem ser ambiciosos, possuindo telescópios científicos e instrumentos com os quais eles podem fazer as próprias descobertas e ajudar astrônomos profissionais nas pesquisas.

## Astrônomos modernos

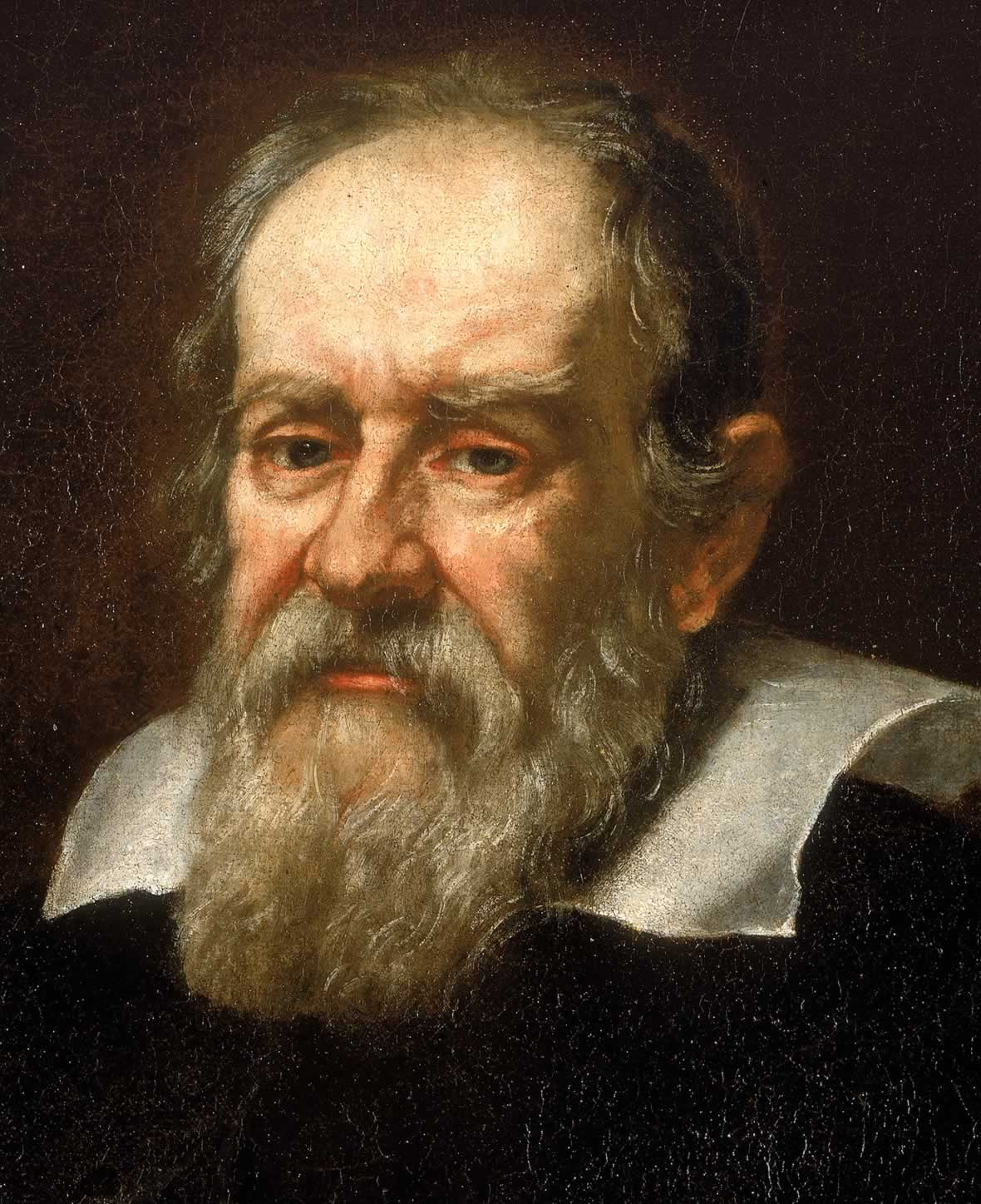
Galileu é frequentemente referido como Pai da Astronomia Moderna.

Ao contrário da imagem clássica de um astrônomo fazendo observações num telescópio à noite, é raro um astrônomo profissional moderno usar um telescópio. É mais comum o uso de câmeras com dispositivo de carga acoplada para registrar uma exposição maior, permitindo uma imagem mais sensível por causa da luz adicionada com o tempo. Antes de dispositivos de carga acoplada, placas fotográficas eram um método comum de observação. Astrônomos modernos gastam pouco tempo em telescópios, e a maior parte de seu tempo vai para a análise dos dados. Muitos astrônomos trabalham exclusivamente com dados de pesquisas astronômicas ou observatórios espaciais. Outros trabalham com radiotelescópios como o Very Large Array, que é inteiramente automático, embora seja mantido por operadores de telescópios. Alguns astrônomos não trabalham com dados, mas em vez disso usam simulações de computador ou modelos analíticos para fornecer análises de fenômenos observados ou fazer predições para astrônomos observacionais.
Astrônomos que servem como professores gastam muito de seu tempo dando aulas de graduação e pós-graduação. Muitas universidades também têm programas de extensão incluindo telescópios e planetários públicos para incentivar o interesse no campo.